# Аннексин A1
Аннексин A1 (ліпокортин I, англ. Annexin A1) — білок, який кодується геном ANXA1, розташованим у людей на короткому плечі 9-ї хромосоми. Довжина поліпептидного ланцюга білка становить 346 амінокислот, а молекулярна маса — 38 714.
| 10         |  | 20         |  | 30         |  | 40         |  | 50         |
| ---------- |  | ---------- |  | ---------- |  | ---------- |  | ---------- |
| MAMVSEFLKQ |  | AWFIENEEQE |  | YVQTVKSSKG |  | GPGSAVSPYP |  | TFNPSSDVAA |
| LHKAIMVKGV |  | DEATIIDILT |  | KRNNAQRQQI |  | KAAYLQETGK |  | PLDETLKKAL |
| TGHLEEVVLA |  | LLKTPAQFDA |  | DELRAAMKGL |  | GTDEDTLIEI |  | LASRTNKEIR |
| DINRVYREEL |  | KRDLAKDITS |  | DTSGDFRNAL |  | LSLAKGDRSE |  | DFGVNEDLAD |
| SDARALYEAG |  | ERRKGTDVNV |  | FNTILTTRSY |  | PQLRRVFQKY |  | TKYSKHDMNK |
| VLDLELKGDI |  | EKCLTAIVKC |  | ATSKPAFFAE |  | KLHQAMKGVG |  | TRHKALIRIM |
| VSRSEIDMND |  | IKAFYQKMYG |  | ISLCQAILDE |  | TKGDYEKILV |  | ALCGGN     |

A: Аланін

C: Цистеїн

D: Аспарагінова кислота

E: Глутамінова кислота

F: Фенілаланін

G: Гліцин

H: Гістидин

I: Ізолейцин

K: Лізин

L: Лейцин

M: Метіонін

N: Аспарагін

P: Пролін

Q: Глутамін

R: Аргінін

S: Серин

T: Треонін

V: Валін

W: Триптофан

Цей білок за функцією належить до інгібітор фосфоліпази a2.
Задіяний у таких біологічних процесах як адаптивний імунітет, імунітет, вроджений імунітет, запальна відповідь.
Білок має сайт для зв'язування з іонами металів, іоном кальцію, іонами кальцію та фосфоліпідами.
Локалізований у клітинній мембрані, цитоплазмі, ядрі, мембрані, клітинних відростках, війках, цитоплазматичних везикулах, ендосомах.
Також секретований назовні.